# قهوه ماراکاتورا
ماراکاتورا یک قهوه هیبرید برزیلی پربازده از دو گوه ماراگو و کاتورا است. اعتقاد بر این است پیوند این دو گونه طور طبیعی در اواخر دهه ۱۸۰۰ رخ داده و عمدتاً در برزیل، السالوادور و نیکاراگوئه یافت می‌شود. این قهوه دانه‌ها و برگ‌های بزرگی دارد. اصل و نسب کاتورا آن به طعم قهوه و بازده بالای آن کمک می‌کند. درخت این گونه دارای ارتفاع کم و شاخ و برگ فراوان است که باعث شده در برابر آسیب باد مقاوم باشد.
این گونه نسبت به زنگ برگ قهوه حساس است و از این رو به نگهداری بالایی نیاز دارد. مشخصات طعم آن شامل میوه‌های استوایی و اسیدی تیز است. کشت آن در مناطقی که ۱۴۰۰ تا ۱۶۰۰ متر از سطح دریا ارتفاع دارند، صورت می‌گیرد.